# Casilda-Ghisla Guerrero-Burgos y Fernández de Córdoba
Casilda-Ghisla Guerrero-Burgos y Fernández de Córdoba (Còrdova, 1982) és duquessa de Cardona des de 1998.
És filla única d'Antonio Guerrero Burgos i de Casilda Fernández de Córdoba y Rey, duquessa de Cardona. S'anomena Casilda per imposició de la línia materna, però el seu pare també va voler que dugués el nom de Ghisla, en record a l'esposa de Folc I, al segle x. Ha estudiat ciències empresarials i resideix normalment a Còrdova.
El 2001 l'ajuntament de Cardona la va convidar a conèixer la població i el castell de Cardona, i així intentar establir una relació amb ella per facilitar la promoció dels atractius turístics de la vila en àmbits de difícil accés. Ha visitat diverses la localitat, i el 2024 va tornar-hi per participar en un esdeveniment per promoure el turisme, amb motiu de la inauguració del complex hoteler a un vilar rural, que a petició dels promotors, la família Torres Guals, va permetre que dugués el seu títol i es conegui com el Vilar de la Duquessa. Durant aquells dies també se li va oferir una recepció per part de l'Ajuntament de Cardona i va visitar el Casal de Graells i l'Arxiu Històric de Cardona.
Va dur a terme la recuperació, i actualment conserva, un pessebre italià que recrea el Nàpols del segle xviii, conservat per la Casa de Medinaceli, i que amb la divisió del patrimoni familiar va acabar en mans dels ducs de Cardona. Aquest pessebre, col·locades les seves figueres inspirat en un pessebre de la població de Caserta, va ser exposat el 2014 al Palau de Cibeles de Madrid. Això no obstant, per falta de liquiditat a causa de la mort dels seus pares quan ella tenia setze anys, el 2010 va haver de vendre la pintura El vi de la festa de Sant Martí de Pieter Brueghel el Vell al Ministeri de Cultura d'Espanya per set milions d'euros, que va acabar en mans del Museu del Prado.
Afeccionada a la caça, el 2017 va ser portada a judici, acusada per la fiscalia d'un delicte de lesions al seu administrador per imprudència greu i un altre relatiu a la protecció de la flora, fauna i animals domèstics, durant un cacera nocturna no autoritzada en una de les seves propietats l'any 2012 o 2015. La fiscalia va demanar una multa de 72.000 euros i quatre anys d'inhabilitació per caçar i vuit de privació de llicència d'armes, però el jutge la va absoldre dels delictes inicialment atribuïts i la va multar amb una quantitat superior a la demanada per la fiscalia.
Va casar-se el 5 de juliol de 2008 amb Emilio Prieto Reina, a l'església de San Pablo de Còrdova, on va assistir personalitats de la societat cordovesa, moltes vinculades a la noblesa. Divorciada del seu primer marit, es va casar el 2021, en una cerimònia civil, amb Rodrigo Moreno de Borbón, fill d'Íñigo Moreno de Arteaga, marquès de Laula, i de Teresa de Borbó-Dues Sicílies, cosina germana del rei Joan Carles I d'Espanya.